# Parti ouvrier italien
Le Parti ouvrier italien (Partito Operaio Italiano, POI) était un  parti politique socialiste crée à Milan en 1882 et dissous le 14 août 1892.
Le Parti ouvrier italien a été fondé le 17 mai 1882 à Milan à l'initiative du club ouvrier local et du magazine "La Plebe" d'Enrico Bignami et Osvaldo Gnocchi-Viani, avec un programme de luttes et de revendications salariales. Giuseppe Croce et Costantino Lazzari, tous deux artisans, ont rejoint ce parti. Il a également été soutenu de l'extérieur par des intellectuels liés à la Première Internationale, et à la démocratie radicale, comme Filippo Turati, chef de la Ligue socialiste milanaise.
Le Parti ouvrier italien représentait une expérience liée avant tout aux régions industrielles du nord de l'Italie, à la physionomie qu'elles avaient dans les années 1880, caractérisée par une forte transformation des relations agraires, précédant la formation des grands monopoles de la sidérurgie et de l'électricité, puis, au début du XXe siècle, de l'industrie automobile.
Cependant, quelques recherches minutieuses ont mis en évidence, en étudiant les congrès du POI, la fondation de sections de ce parti jusqu'à l'Émilie, la Vénétie, Livourne, et Naples.
Le nouveau-né POI est apparu aux élections politiques de 1882, recueillant peu de voix, mais soutenant l’élection d'Andrea Costa, le premier député socialiste de l'histoire de l'Italie, au Parlement.
En juillet 1885, l'organe officiel du Parti, Fascio Operaio, commença sa publication. Le POI a tenu ses premiers congrès au printemps (12 avril 1885) et à l'automne 1885, au cours desquels les statuts et les objectifs du Parti ont été définis.
La nouvelle entité politique a immédiatement montré une forte expansion : à Mantoue, les délégués du quatrième congrès (3-6 décembre 1885) de la Confédération des travailleurs lombards, qui regroupait jusqu'à 132 associations, votèrent pour la fusion dans le parti ouvrier italien.
Les troisième (1887) et quatrième (1888) congrès du POI marquèrent un plus grand rapprochement entre cette formation et les autres groupes d'extrême gauche.
Le cinquième congrès (1890) a acté d'une unité de but avec les mouvements qui ont participé à la fondation de la Deuxième Internationale; le siège du Comité central a été déplacé à Alexandrie.
Le parti a subi de nombreuses fois la répression de l'État italien. Les membres du comité central ont été arrêtés et condamnés à plusieurs reprises.
Le septième congrès de Milan, en 1891, a marqué la transformation du Parti ouvrier italien. Soutenu de l'extérieur par le socialiste Filippo Turati, représentant de la Ligue socialiste milanaise, le POI fut alors parmi les promoteurs de la naissance du Parti des travailleurs italiens à Gênes en août 1892.